# Панамериканский чемпионат по самбо 2021
Панамериканский чемпионат по самбо 2021 года прошёл в городе Вильявисенсио (Колумбия) 16-17 июля.

## Медалисты

### Мужчины
| Весовая категория | Золото                    | Серебро                                      | Бронза                                                            |
| ----------------- | ------------------------- | -------------------------------------------- | ----------------------------------------------------------------- |
| до 58 кг          | Пабло Фаллас · Коста-Рика | Сантьяго Валлесила · Колумбия                | Марио Квинтеро · Никарагуа Эдуардо Негрон · Венесуэла             |
| до 64 кг          | Даниэль Диас · Коста-Рика | Хосе Мора · Колумбия                         | Даниэль Монкада · Венесуэла Бретт Милано · США                    |
| до 79 кг          | Соломон Джошуа · США      | Луис Адрианза · Венесуэла                    | Хуан Монтоя · Колумбия Хуан Салинас · Мексика                     |
| до 88 кг          | Войцех Шулинский · США    | Мигель Лозано · Мексика                      | Карлос Гарсиа · Доминиканская Республика Анхель Мора · Коста-Рика |
| до 98 кг          | Дивид Гарфиас · Мексика   | Джефри Альмаранте · Доминиканская Республика | Гильберто Аяла · Венесуэла Эрнесто Баррето · Колумбия             |
| свыше 98 кг       | Айк Околи · США           | Эрваль Антунес · Бразилия                    | Хорхе Бустилло · Венесуэла Мойсес Фредерик · Никарагуа            |

#### Командный зачёт
*   Принимающая страна (Колумбия)
| Место          | Страна                   | Золото | Серебро | Бронза | Всего |
| -------------- | ------------------------ | ------ | ------- | ------ | ----- |
| 1              | США                      | 3      | 0       | 1      | 4     |
| 2              | Коста-Рика               | 2      | 1       | 1      | 4     |
| 3              | Венесуэла                | 1      | 1       | 4      | 6     |
| 4              | Мексика                  | 1      | 1       | 2      | 4     |
| 5              | Колумбия*                | 0      | 2       | 2      | 4     |
| 6              | Доминиканская Республика | 0      | 1       | 1      | 2     |
| 7              | Бразилия                 | 0      | 1       | 0      | 1     |
| 8              | Никарагуа                | 0      | 0       | 2      | 2     |
| 9              | Эквадор                  | 0      | 0       | 1      | 1     |
| Всего стран: 9 | Всего стран: 9           | 7      | 7       | 14     | 28    |

### Женщины
| Весовая категория | Золото                                 | Серебро                                | Бронза                                                                  |
| ----------------- | -------------------------------------- | -------------------------------------- | ----------------------------------------------------------------------- |
| до 50 кг          | Марта Родригес · Мексика               | Росбелис Гедес · Венесуэла             | Джессика Перес · Коста-Рика Данелли Хименес · Колумбия                  |
| до 54 кг          | Эндримар Родригес · Венесуэла          | Диана Матеос · Мексика                 | Даира Бангуэро · Колумбия Джулия Квитеро · Доминиканская Республика     |
| до 59 кг          | Рейна Кордоба · Коста-Рика             | Зулай Аревало · Колумбия               | Барбара Руис · Венесуэла Паула Кальдерон · Гватемала                    |
| до 65 кг          | Люсия Нуньес · Перу                    | Римарис Каррасквел · Венесуэла         | Эвелин Куэвас · Доминиканская Республика Эстефана Бриценьо · Коста-Рика |
| до 72 кг          | Николь Кастро · Коста-Рика             | Рут Монтеро · Доминиканская Республика | Жасмин Торрес · Колумбия                                                |
| до 80 кг          | Мария Пена · Доминиканская Республика  |                                        |                                                                         |
| свыше 80 кг       | Одри Пуэлло · Доминиканская Республика |                                        |                                                                         |

#### Командный зачёт
*   Принимающая страна (Колумбия)
| Место          | Страна                   | Золото | Серебро | Бронза | Всего |
| -------------- | ------------------------ | ------ | ------- | ------ | ----- |
| 1              | Доминиканская Республика | 2      | 1       | 2      | 5     |
| 2              | Коста-Рика               | 2      | 0       | 2      | 4     |
| 3              | Венесуэла                | 1      | 2       | 1      | 4     |
| 4              | Мексика                  | 1      | 1       | 0      | 2     |
| 5              | Перу                     | 1      | 0       | 0      | 1     |
| 6              | Колумбия*                | 0      | 1       | 3      | 4     |
| 7              | Гватемала                | 0      | 0       | 1      | 1     |
| Всего стран: 7 | Всего стран: 7           | 7      | 5       | 9      | 21    |

### Боевое самбо
| Весовая категория | Золото                         | Серебро                                      | Бронза                                                               |
| ----------------- | ------------------------------ | -------------------------------------------- | -------------------------------------------------------------------- |
| до 58 кг          | Лукас Боррегалес · Венесуэла   | Ерони Лирия · Доминиканская Республика       | Марио Квинтеро · Никарагуа Уилсон Агилар · Эквадор                   |
| до 64 кг          | Захария Хейнес · США           | Хосе Гуанипа · Венесуэла                     | Тонито Фелиз · Доминиканская Республика Хорхе Гарсиа · Гондурас      |
| до 71 кг          | Эктор Урбано · Венесуэла       | Кристиан Ривас · Эквадор                     | Франциско Гусман · Доминиканская Республика Ханс Молина · Коста-Рика |
| до 79 кг          | Хуан Монтоя · Колумбия         | Джордан Джулиано · США                       | Пол Амая · Венесуэла Даниэль Санчес · Мексика                        |
| до 88 кг          | Себастьян Контрерас · Колумбия | Мигель Барсенас · Мексика                    | Войцех Шулинский · США Анхель Ариас · Венесуэла                      |
| до 98 кг          | Освальдо Руис · Мексика        | Джефри Альмаранте · Доминиканская Республика | Эрнесто Баррето · Колумбия                                           |
| свыше 98 кг       | Айк Околи · США                | Хорхе Бустилло · Венесуэла                   | Эрваль Антунес · Бразилия Хосе Гарсиа · Эквадор                      |

#### Командный зачёт
*   Принимающая страна (Колумбия)
| Место           | Страна                   | Золото | Серебро | Бронза | Всего |
| --------------- | ------------------------ | ------ | ------- | ------ | ----- |
| 1               | Венесуэла                | 2      | 2       | 2      | 6     |
| 2               | США                      | 2      | 1       | 1      | 4     |
| 3               | Колумбия*                | 2      | 0       | 1      | 3     |
| 4               | Мексика                  | 1      | 1       | 1      | 3     |
| 5               | Доминиканская Республика | 0      | 2       | 2      | 4     |
| 6               | Эквадор                  | 0      | 1       | 2      | 3     |
| 7               | Бразилия                 | 0      | 0       | 1      | 1     |
| 7               | Гондурас                 | 0      | 0       | 1      | 1     |
| 7               | Коста-Рика               | 0      | 0       | 1      | 1     |
| 7               | Никарагуа                | 0      | 0       | 1      | 1     |
| Всего стран: 10 | Всего стран: 10          | 7      | 7       | 13     | 27    |

### Боевое самбо (женщины)
| Весовая категория | Золото                                | Серебро                                  | Бронза                                                               |
| ----------------- | ------------------------------------- | ---------------------------------------- | -------------------------------------------------------------------- |
| до 50 кг          | Росбелис Гуэдес · Венесуэла           | Джессика Перес · Коста-Рика              | Фабиана Диас · Доминиканская Республика Эстолия Лара · Мексика       |
| до 54 кг          | Мирари Эскобар · Мексика              | Эндримар Родригес · Венесуэла            | Даира Бонгуэра · Колумбия Джулия Квитерио · Доминиканская Республика |
| до 59 кг          | Рейна Кордоба · Коста-Рика            | Зулай Аревало · Колумбия                 | Наели Перес · Доминиканская Республика Барбара Руис · Венесуэла      |
| до 65 кг          | Римарис Карраскуэл · Венесуэла        | Эвелин Куэвас · Доминиканская Республика | Шарлот Гонсалес · Колумбия                                           |
| до 72 кг          | Джасмин Торрес · Колумбия             | Нэнси Эрнандес · Мексика                 | Рут Монтеро · Доминиканская Республика                               |
| до 80 кг          | Мария Пена · Доминиканская Республика |                                          |                                                                      |
| свыше 80 кг       | Одри Пуэло · Доминиканская Республика |                                          |                                                                      |

#### Командный зачёт
*   Принимающая страна (Колумбия)
| Место          | Страна                   | Золото | Серебро | Бронза | Всего |
| -------------- | ------------------------ | ------ | ------- | ------ | ----- |
| 1              | Доминиканская Республика | 2      | 1       | 4      | 7     |
| 2              | Венесуэла                | 2      | 1       | 1      | 4     |
| 3              | Колумбия*                | 1      | 1       | 2      | 4     |
| 4              | Мексика                  | 1      | 1       | 1      | 3     |
| 5              | Коста-Рика               | 1      | 1       | 0      | 2     |
| Всего стран: 5 | Всего стран: 5           | 7      | 5       | 8      | 20    |

## Общий зачёт
*   Принимающая страна (Колумбия)
| Место           | Страна                   | Золото | Серебро | Бронза | Всего |
| --------------- | ------------------------ | ------ | ------- | ------ | ----- |
| 1               | Венесуэла                | 6      | 6       | 8      | 20    |
| 2               | Коста-Рика               | 5      | 2       | 4      | 11    |
| 3               | США                      | 5      | 1       | 2      | 8     |
| 4               | Доминиканская Республика | 4      | 5       | 9      | 18    |
| 5               | Мексика                  | 4      | 4       | 4      | 12    |
| 6               | Колумбия*                | 3      | 4       | 8      | 15    |
| 7               | Перу                     | 1      | 0       | 0      | 1     |
| 8               | Эквадор                  | 0      | 1       | 3      | 4     |
| 9               | Бразилия                 | 0      | 1       | 1      | 2     |
| 10              | Никарагуа                | 0      | 0       | 3      | 3     |
| 11              | Гватемала                | 0      | 0       | 1      | 1     |
| 11              | Гондурас                 | 0      | 0       | 1      | 1     |
| Всего стран: 12 | Всего стран: 12          | 28     | 24      | 44     | 96    |